# Philonthus flavicauda
Philonthus flavicauda – gatunek chrząszcza z rodziny kusakowatych i podrodziny Staphylininae.
Gatunek ten został opisany w 1936 roku przez Maxa Bernhauera, który jako miejsce typowe wskazał Kakamegę nad Yalą. W obrębie rodzaju należy do grupy gatunków Philonthus politus. W 2013 roku Lubomír Hromádka dokonał jego redeskrypcji.
Kusak o ciele długości 11,8 mm. Głowa czarna z żółtymi głaszczkami i czerwonożółtymi wierzchołkami żuwaczek, poprzeczna, o skroniach krótszych niż oczy. Czułki ciemnobrązowe z pierwszymi 1-2 członami brązowoczerwonymi. Czarnobrązowe przedplecze jest tak szerokie jak długie, zaś czerwonożółte pokrywy szersze niż dłuższe. Wierzch odwłoka brązowoczarny z żółtobrązowymi tergitami VII-VIII.
Chrząszcz afrotropikalny, znany z Demokratycznej Republiki Konga, Kenii.